# Rienz

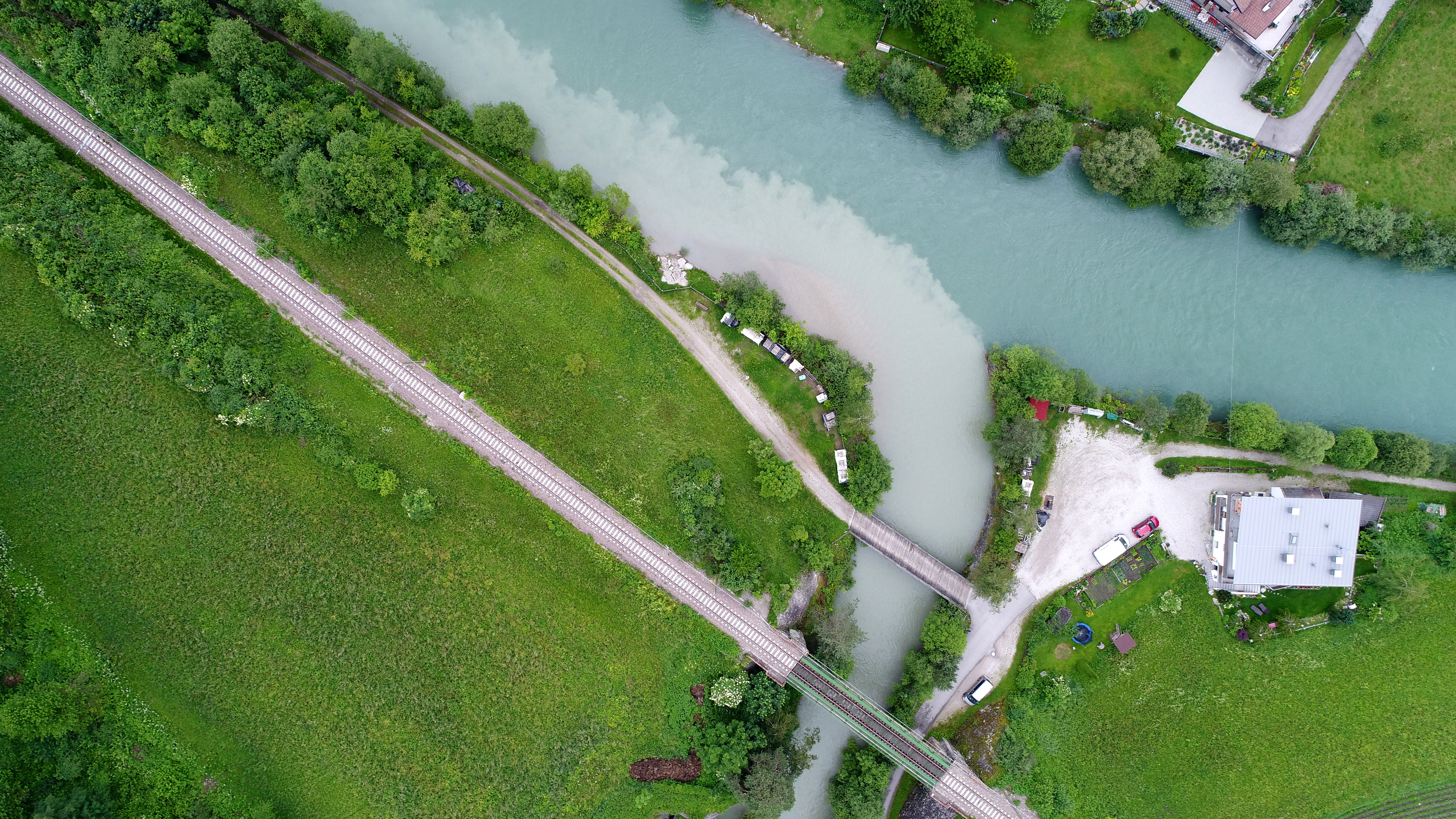
Mündung der Gader in die Rienz aus der Vogelperspektive (2018)

Die Rienz ([ˈriˑɛnts]; italienisch Rienza) ist ein Fluss in Südtirol, Italien. Sie entspringt am Fuße der Drei Zinnen auf einer Höhe von 2180 m. Zunächst durchquert sie in ihrem Oberlauf im Naturpark Drei Zinnen und im Naturpark Fanes-Sennes-Prags geschützte Gebiete, nämlich das kurze Rienztal und anschließend das Höhlensteintal. Am Toblacher Feld biegt sie in das Pustertal ein, das sie anschließend in westliche Richtung durchfließt, um nach 80,9 km auf einer Höhe von 550 m in Brixen in den Eisack zu münden. Aufgrund des großen Einzugsgebietes von über 2.143 km² bildet sie den wichtigsten Wasserzubringer des Eisack und übertrifft diesen auch an Wasserführung (42,7 m³/s gegenüber 29,9 m³/s am Mündungspunkt).
Die Rienz wird heute fast durchgehend durch Ausleitungen und Staubauwerke für die Elektrizitätswirtschaft genutzt (etwa am Olanger Stausee oder am Mühlbacher Stausee). Dadurch und aufgrund umfangreicher Verbauung stellen auch ihre bis ins 20. Jahrhundert gefährlichen Hochwasser heute kein Problem mehr dar. Im Gegensatz zum relativ dicht besiedelten und landwirtschaftlich stärker genutzten Ober- und Mittellauf steht der unterste Talabschnitt ab Mühlbach. Dort bricht die Rienz in einer tief eingeschnittenen Waldschlucht zum Eisack durch. Abgesehen von der durch künstliche Wasserstandsschwankungen beeinträchtigten Flussökologie befindet sich dieser Abschnitt der Rienz in einem natürlichen Zustand. Die Rienzschlucht wird von Wanderwegen durchquert und ist bei Wildwasserfahrern beliebt.
Die wichtigsten Zuflüsse zur Rienz bilden:
- Silvesterbach
- Pragser Bach
- Gsieser Bach
- Antholzer Bach
- Furkelbach
- Wielenbach
- Ahr (größer als die Rienz selbst)
- Gader
- Pfunderer Bach
- Valler Bach
- Lasanke

## Namen
Der Flusslauf wird in frühmittelalterlichen Quellen, zusammen mit seinem heutigen Hauptnebenfluss Ahr, der damals noch als Oberlauf galt, als Pirra bezeichnet, so etwa im späten 9. Jahrhundert (893) in einer Urkunde König Arnulfs. Der Altname kam erst im Lauf des 11. Jahrhunderts ab. Er wurde von der Bezeichnung Rienz abgelöst, welche ursprünglich nur den heutigen Oberlauf des Flusses benannte. Die Abgrenzung zwischen Ahr und Rienz war nämlich bis ins Mittelalter nicht eindeutig. Die Flüsse waren nicht reguliert und der Brunecker Talkessel war von ihnen in mehreren Armen durchzogen.
Der heutige Name des Flusses ist erstmals um 970 n. Chr. als Rionzus verschriftlicht. Er könnte auf den antiken Personennamen Regontius zurückgehen, der im Ostalpenraum mehrfach belegt ist. Es kann urkeltisch rigo- (‚König‘) oder rego- (‚Gelände‘) zugrunde liegen, da das Pustertal in der Antike zum keltischen Königreich Noricum gehörte. Der ältere Name (8. Jh. Byrrum) könnte sich vom keltischen Verbstamm *bers- für 'schnell' ableiten.